# Побєдинська сільська рада (Грачовський район)
Побє́динська сільська рада (рос. Побединский сельский совет) — сільське поселення у складі Грачовського району Оренбурзької області Росії.
Адміністративний центр — селище Побєда.

## Населення
Населення — 403 особи (2019; 485 в 2010, 589 у 2002).

## Склад
До складу сільської ради входять:
| Населений пункт | Населення, осіб (2002) | Населення, осіб (2010) |
| --------------- | ---------------------- | ---------------------- |
| Клинці, селище  | 96                     | 84                     |
| Побєда, селище  | 366                    | 308                    |
| Якутино, село   | 127                    | 93                     |